# Tipula besselsoides
Tipula besselsoides är en tvåvingeart som beskrevs av Alexander 1919. Tipula besselsoides ingår i släktet Tipula och familjen storharkrankar. Inga underarter finns listade i Catalogue of Life.